# Савастас, Линас
Линас Савастас (лит. Linas Savastas; 24 января 1986, Алитус) — литовский футболист, левый полузащитник и защитник.

## Биография
Воспитанник алитусского футбола. Взрослую карьеру начал в местном клубе «Алитис» в третьем дивизионе Литвы. В 2005—2007 годах выступал во втором дивизионе за «ЛККА ир Теледема» (Каунас), затем снова играл за «Алитис», вышедший к тому времени во второй дивизион. Часть сезона 2009 года провёл в третьем дивизионе в составе «Атлантаса» (Клайпеда), клуб стал победителем турнира.
В 2010 году перешёл в «Таурас» (Таураге). Первый матч в высшей лиге Литвы сыграл в 24-летнем возрасте, 21 марта 2010 года против вильнюсского «Жальгириса» (1:1) и в нём же забил свой первый гол. В начале 2011 года сыграл три матча за «Атлантас», вернувшийся к этому моменту в высший дивизион, а летом 2011 года вернулся в «Таурас». В составе клуба из Таураге сыграл в 2010—2011 годах 5 матчей в Лиге Европы. В 2012 году играл за клуб «Круоя» (Пакруойис), сыграл 24 матча, но в большинстве из них выходил на замены.
В начале 2013 года перешёл в клуб чемпионата Эстонии «Калев» (Силламяэ), но сыграл за него только два матча. Вторую половину сезона 2013 года провёл в клубе А-Лиги из родного города — «Дайнава». В 2014—2015 годах выступал за «Утенис», в 2014 году стал третьим призёром первой лиги, а в 2015 году играл в А-Лиге.
В 2016 году вернулся в родной город и присоединился к клубу «Ауска»/«ДФК Дайнава», стал его капитаном. Несколько лет играл со своим клубом в первой лиге, в 2018 году стал серебряным призёром турнира, в том же году дошёл до полуфинала Кубка Литвы. В 2021 году при расширении высшей лиги «Дайнава» получила место в ней и футболист провёл за сезон 27 матчей, однако не смог помочь клубу удержаться в лиге.
Всего в высшем дивизионе Литвы сыграл 125 матчей и забил 9 голов (по состоянию на конец сезона 2021 года). Наивысший успех — четвёртое место с «Таурасом» в 2010 году и с «Круоей» в 2012 году.
В начале 2020-х годов также играл в мини-футбол в высшей лиге Литвы. Работает детским тренером в Алитусе.